# Oscar O'Neill Oxholm (officer)
 Der er flere personer med dette navn, se Oscar Oxholm.
Oscar O'Neill Oxholm (28. april 1809 – 15. oktober 1871) var en dansk officer, broder til Frederik Thomas, Carl Arthur, Harald Peter og Waldemar Tully Oxholm og far til Carl O'Neill Oxholm og Fritz Oxholm.
Oxholm var søn af Peter Lotharius Oxholm og Ann O'Neill. Efter flere års tjeneste ved Fodgarden trådte han à la suite og var surnummerær adjudant hos Frederik VII fra 1848 til få år før kongens død. Han døde som generalmajor, kammerherre, Kommandør af Dannebrog og ejer af Rosenfeldt, hvor han opførte en ny hovedbygning. Han var gift med Adelaide Morfa O'Kelly (7. februar 1817 – ?).